# Renate van den Elzen
Renate van den Elzen geb. Wichtl (* 10. August 1947 in Wien) ist eine österreichische Ornithologin, Kuratorin und Naturschützerin.

## Leben und Wirken
Renate van den Elzen ist die älteste Tochter von Dr. med Otto Wichtl und Gudrun Wichtl geb. Servaeas. Von 1953 bis 1957 besuchte sie die Volksschule in Wien, dann das Mädchenrealgymnasium in der Rahgasse 2-4 in Wien. Hier schloss sie mit der Reifeprüfung ab. Im Wintersemester 1965/66 schrieb sie sich an der Universität Wien in den Fächern Zoologie, Botanik und Psychologie ein. Im Sommersemester 1968 begann sie ihre Promotion zum Thema Nahrung und Nahrungserwerb der Bartmeise (Panurus biarmicus), die sie 1971 abschloss.
Bei einem dreimonatigen Aufenthalt in Südafrika lernte sie Paul van den Elzen kennen, den sie am 29. Dezember 1970 heiratete. Mit ihrem Mann erschienen 1976 und 1977 zwei kleinere wissenschaftliche Artikel von ihr. Gemeinsam mit ihrem Vater publizierte sie 1976 in Mitteilungen der Österreichischen Numismatischen Gesellschaft ein paar Notizen unter dem Titel Vogelbilder auf Münzen. Als 1977 das Buch Unsere schöne Vogelwelt in Garten, Feld und Wald erschien, arbeitete sie für dieses mit Terence Lambert und Alan Mitchell zusammen. 1983 folgte ein Buch über Girlitze.
Von 1974 bis zu ihrer Pensionierung im Jahr 2012 arbeitete sie als Kuratorin am Zoologischen Forschungsmuseum Alexander Koenig. Zusätzlich war sie Kuratorin an der Rheinischen Friedrich-Wilhelms-Universität Bonn. Zwischen 1990 und 1996 war sie Schriftführerin der Deutschen Ornithologen-Gesellschaft (DO-G). Für die DO-G war sie 2020 an der Publikation der deutschen Trivialnamen der Vögel nach der Systematik der International Ornithologists’ Union beteiligt, welche im Fachjournal Vogelwarte erschien.
Gemeinsam mit Claus König erstbeschrieb sie 1983 die Senegalbrillenvogel-Unterart Zosterops senegalensis gerhardi, die sie zu Ehren von Gerhard Nikolaus benannten. Zusammen mit Jürgen Nicolai, Joachim Steinbacher und Gerhard Hofmann publizierte sie 1977 ein Buch über Prachtfinken aus Australien, Ozeanien und Südostasien, das in mehreren Auflagen erschien. 2007 folgte ein Buch über die afrikanischen Prachtfinken. Die Veröffentlichung Measuring Birds – Vögel vermessen, an dem sie 2011 mitarbeitete, wurde von mehreren Feld- und Museumsornithologen entwickelt und stellt zum ersten Male eine große Zahl verschiedener Messstrecken an Vögeln vergleichend dar.
Mit Kathrin Schidelko bearbeitete sie 2006 die Vögel für das mehrbändige populärwissenschaftliche Werk Faszination Natur. Im gleichen Jahr arbeitete van den Elzen an einem Projekt zur Biodiversität in Sambia. Zwischen 2011 nahm sie am EU geförderten Projekt Automatic acoustic monitoring and inventorying of biodiversity (AmiBio) teil, das das Ziel hatte Vögel, Säugetiere und Insekten im östlich von Athen gelegenen Natura 2000 Gebiet Hymettos zu bestimmen und zu beobachten. Mit Till Töpfer arbeitet sie am Projekt deutscher Wirbeltierknoten von GBIF (Global Biodiversity Information Facility), die seit dem Beginn im Juli 2014 heute ca. 235.000 Datensätze zu Wirbeltieren bereitstellt.
Seit dem Jahr 2014 leitete sie das Projekt Wildlife Research Okomitundu, das das Ziel hat Wildpopulationenen in Schabrackenhyänen, Leoparden, Karakalen, Geparden, Schabrackenschakale und ihre potentielle Beutetiere wie Warzenschweine, Antilopen, Strauße oder Perlhühner in Otjimbingwe zu untersuchen.

## Dedikationsnamen
Karl-Ludwig Schuchmann und Hans Edmund Wolters widmeten ihr 1982 die Malaiengirlitz-Unterart Chrysocorythus estherae renatae.

## Publikationen (Auswahl)
- Nahrung und Nahrungserwerb der Bartmeise (Panurus biarmicus). Dissertation, Wien 1971.
- Zur Balz der Bartmeise (Panurus biarmicus) in Gefangenschaft. In: Journal für Ornithologie. Band 115, 1975, S. 86–90, doi:10.1007/BF01647318.
- Zur Kenntnis der Avifauna Kameruns. In: Bonner zoologische Beiträge. Band 26, 1 bis 3, 1975, S. 49–75 (biodiversitylibrary.org).
- mit Paul van den Elzen: Paarungsrufe von Breviceps a. adspersus Peters, 1882 (Amphibia, Anura, Microhylidae) in Südwestafrika. In: Bonner zoologische Beiträge. Band 27, Nr. 3 & 4, 1976, S. 252–257 (biodiversitylibrary.org).
- mit Paul van den Elzen: Untersuchungen zur Chorstruktur südwestafrikanischer Anuren: Erste Ergebnisse. In: Bonner zoologische Beiträge. Band 28, Nr. 1 & 2, 1977, S. 108–116 (biodiversitylibrary.org).
- Die Lautäußerungen der Bartmeise, Panurus biarmicus, als Informationssystem. In: Bonner zoologische Beiträge. Band 28, Nr. 3 & 4, 1977, S. 304–323 (biodiversitylibrary.org).
- mit Terence Lambert, Alan Mitchell: Unsere schöne Vogelwelt in Garten, Feld und Wald. Parey Verlag, Hamburg 1977, ISBN 978-3-490-18718-5.
- mit Hans Edmund Wolters: Ornithologische Ergebnisse einer Sammelreise nach Senegal. In: Bonner zoologische Beiträge. Band 29, Nr. 4, 1978, S. 323–32 (biodiversitylibrary.org).
- mit Wolfgang Baars: Gattungszugehörigkeit und systematische Stellung des Weißbauchgirlitz, Ochrospiza dorsostriala (Reichenow, 1887). nach Verhaltensmerkmalen (Aves, Carduelidae). In: Bonner zoologische Beiträge. Band 30, Nr. 3 & 4, 1979, S. 344–356 (biodiversitylibrary.org).
- Zwei Bastarde Mozambikgirlitz (Ochrospiza mozambica caniceps) x Angolagirlitz (O. a. atrogularis); Aves, Carduelidae. In: Bonner zoologische Beiträge. Band 32, Nr. 1 & 2, 1981, S. 127–135 (biodiversitylibrary.org).
- mit Claus König: Vögel des (Süd-)Sudan: taxonomische und tiergeographische Bemerkungen. In: Bonner zoologische Beiträge. Band 34, 1 bis 3, 1983, S. 149–196 (biodiversitylibrary.org).
- Girlitze: Biologie, Haltung und Pflege. Biotropic Verlag, Frankfurt am Main 1983, ISBN 978-3-922465-02-7.
- Was ist Poliospiza erlangeri Reichenow, 1905? In: Bonner zoologische Beiträge. Band 35, 1 bis 3, 1984, S. 149–196 (biodiversitylibrary.org).
- mit Goetz Rheinwald: Die Wirbeltiersammlungen des Museums Alexander Koenig. II. Vögel. In: Bonner zoologische Monographien. Nr. 19, 1984, S. 49–150 (biodiversitylibrary.org).
- Nachträge und Berichtigungen zum Typenkatalog der Ornithologischen Sammlung in Museum A. König. In: Bonner zoologische Beiträge. Band 37, Nr. 3, 1986, S. 209–210 (biodiversitylibrary.org).
- mit Jürgen Haffer, Alfred Grüll: in Handbuch der Vögel Mitteleuropas Passeriformes. Aula-Verlag GmbH, Wiebelsheim 1993, ISBN 978-3-89104-022-5.
- mit Jürgen Nicolai, Joachim Steinbacher, Gerhard Hofmann: Prachtfinken Australien, Ozeanien, Südostasien. Hrsg.: Jürgen Nicolai, Joachim Steinbacher. 1. Auflage. Verlag Eugen Ulmer, Stuttgart 1997, ISBN 978-3-8001-3249-2.
- Systematics and distribution patterns of Afrotropical Canaries (Serinus species group, Aves, Passeriformes, Carduelidae). In: Bonner zoologische Monographien. Nr. 46, 2000, S. 133–143 (biodiversitylibrary.org).
- mit Jürgen Nicolai, Joachim Steinbacher, Gerhard Hofmann: Prachtfinken Australien, Ozeanien, Südostasien. Hrsg.: Jürgen Nicolai, Joachim Steinbacher. 2. Auflage. Verlag Eugen Ulmer, Stuttgart 2001, ISBN 978-3-8001-3249-2.
- mit Christoph Hinkelmann: Verwandtschaftsbeziehungen bei Schattenkolibris (Gattung Phaethornis, Aves, Trochilidae), ein Methodenvergleich. In: Bonner zoologische Beiträge. Band 51, Nr. 1, 2003, S. 35–49 (biodiversitylibrary.org).
- mit Behrend Hohorst: The private bird collection of Dr. Peter Frey at the Naturkundliches Heimatmuseum Düsseldorf-Benrath. In: Bonner zoologische Beiträge. Band 51, Nr. 2 & 3, 2003, S. 189–190 (biodiversitylibrary.org).
- mit Kathrin Schidelko: Faszination Natur. Tiere [6]. Vögel 2. F.A. Brockhaus, Leipzig Mannheim 2006.
- mit Edward Clive Dickinson, Vladimir Mikhajlovich Loskot, Hiroyuki Morioka, Soekarja Somadikarta, Mikhail Vladimirovich Kalyakin, Claire Voisin, Jean-François Voisin: Systematic notes on Asian birds. 50. Types of the Aegithalidae, Remizidae and Paridae. In: Zoologische Mededelingen. Band 80, 2006, S. 65–111 (researchgate.net [PDF]).
- mit Jürgen Nicolai, Joachim Steinbacher, Gerhard Hofmann, Claudia Mettke-Hofmann: Prachtfinken – Afrika. Hrsg.: Jürgen Nicolai, Joachim Steinbacher. Verlag Eugen Ulmer, Stuttgart 2007, ISBN 978-3-8001-4964-3.
- mit Hans Leo Nemeschkal: The impact of body mass on morphological integration in avian skeletons (Aves, Fringillidae; Carduelinae, Fringillinae). In: Bonner zoologische Beiträge. Band 56, 1 bis 3, 2008, S. 25–35 (biodiversitylibrary.org).
- mit Edward Clive Dickinson, Vladimir Mikhajlovich Loskot, Hiroyuki Morioka, Soekarja Somadikarta: Systematic Notes on Avian Birds 70. Types of the Timaliidae: subfamily Pelleorneinae, part 1. In: British Ornithologists' Club occasional publications. Nr. 5, 2010, S. 19–36 (biodiversitylibrary.org).
- mit Darius Stiels, Kathrin Schidelko, Jan Oliver Engler, Dennis Rödder: Predicting the potential distribution of the invasive Common Waxbill Estrilda astrild (Passeriformes: Estrildidae). In: Journal of Ornithology. Band 152, 2010, S. 769–780, doi:10.1007/s10336-011-0662-9.
- Type specimens in the bird collections of the Zoologisches Forschungsmuseum Alexander Koenig, Bonn. In: Bonner zoologische Beiträge. Band 59, 2010, S. 29–77 (biodiversitylibrary.org).
- mit Rainer Hutter: Bird relief pictures-rare archival materials bridging arts, books and collections. In: Proceedings to 5th International Meeting of the European Bird Curators. 2010, S. 277–288 (researchgate.net [PDF]).
- mit Kathrin Schidelko, Dominik Hegenberg, Dennis Rödder: The importance of collection data for ecological niche modelling: experiences with data from Pytilia melba (L., 1758) (Aves, Passeriformes, Estrildidae). In: Journal of Afrotropical Zoology. Special Issue, 2010, S. 83–92 (researchgate.net [PDF]).
- mit Siegfried Eck, Jürgen Fiebig, Wolfgang Fiedler, Iris Heynen, Bernd Nicolai, Till Töpfer, Raffael Winkler, Friederike Woog: Measuring Birds - Vögel vermessen. Christ Media Natur, Minden 2011, ISBN 978-3-923757-05-3.
- mit Edward Clive Dickinson, Robert Jack Dowsett, Alison Harding: Teodor von Heuglin`s Ornithologie Nordost-Afrika’s, der Nilquellen- und Küstengebiete des Rothen Meeres und des nördlichen Somal-Landes: Notes relevant to the dates of publication of its parts. In: Vertebrate Zoology. Band 61, Nr. 1, 2011, S. 161–176 (senckenberg.de [PDF]).
- mit Olaf Jahn, Volker Eschen, Theodoros Kostoulas, Ann-Sybil Kuckuk, Gerlind U.C. Lehmann, Ulrich Marckmann, Stavros Ntalampiras, Gustav Peters, Klaus Riede, Karl-Ludwig Schuchmann, André-Alexander Weller: Grundlagenarbeit für die automatisierte Biodiversitätserfassung: Die Rolle des ZFMK im AmiBio-Projekt. In: AmiBio Newsletter. Band 1, 2011, S. 3–4 (researchgate.net [PDF]).
- mit Olaf Jahn, Klaus Riede, Volker Eschen, Karl-Ludwig Schuchmann, Theodoros Kostoulas: Bridging the gap between human expertise and artificial intelligence - ZFMK’s contribution to making the AmiBio concept work. In: AmiBio Newsletter. Band 4, 2011, S. 2–3 (researchgate.net [PDF]).
- mit Dany Kuriakose: Wildlife Research Okomitundu (WRON) - Die neue Feldstation des ZFMK in Namibia. In: Koenigiana. Band 5, Nr. 1, 2011, ISSN 0934-2788, S. 3–13.
- mit Darius Stiels, Kathrin Schidelko,Jan Oliver Engler, Dennis Rödder: Erratum to: Predicting the potential distribution of the invasive Common Waxbill Estrilda astrild (Passeriformes: Estrildidae). In: Journal of Ornithology. Band 153, 2012, S. 255, doi:10.1007/s10336-011-0728-8.
- mit Olaf Jahn, Klaus Riede, Peter Grobe, Gerlind U.C. Lehmann, Ulrich Marckmann, André-Alexander Weller, Theodoros Kostoulas, Stavros Ntalampiras: Von Grundlagendaten zu einem besseren Habitatmanagement. In: AmiBio Newsletter. Band 4, 2012, S. 4 (researchgate.net [PDF]).
- Darius Stiels, Bianca Gaißer, Kathrin Schidelko, Jan Oliver Engler, Dennis Rödder: Neozoen und Nischen - Modellierung von Verbreitungsgebieten am Beispiel von vier Prachtfinkenarten (Estrildidae). In: Vogelwarte. Band 50, 2012, S. 321 (zobodat.at [PDF]).
- mit Olaf Jahn, Klaus Riede, Peter Grobe, Gerlind U.C. Lehmann, Ulrich Marckmann, Karl-Ludwig Schuchmann, André-Alexander Weller, Theodoros Kostoulas, Stavros Ntalampiras: From baseline data to improved habitat management practices -AmiBio furthers biodiversity conservation in the Hymettus mountains. In: AmiBio Newsletter. Band 5, 2012, S. 4 (researchgate.net [PDF]).
- mit Kathrin Schidelko, Nicole Wüstenhagen, Darius Stiels, Dennis Rödder: Continental shelf as potential retreat areas for Austral-Asian estrildid finches (Passeriformes: Estrildidae) during the Pleistocene. In: Journal of Avian Biology. Band 43, Nr. 2, 2013, S. 121–132, doi:10.1111/j.1600-048X.2012.05743.x.
- mit  Dany Kuriakose: Als Mitforscher auf der Feldstation des ZFMK in Namibia. In: Koenigiana. Band 7, Nr. 1, 2013, ISSN 0934-2788, S. 21–28.
- mit Till Töpfer: Vogeleier und Eiersammlungen im Museum Alexander Koenig. In: Koenigiana. Band 14, 2020, S. 81–90 (researchgate.net [PDF]).
- mit Peter H. Barthel, Christine Barthel, Einhard Bezzel, Pascal Eckhoff, Christoph Hinkelmann, Frank Dieter Steinheimer: Deutsche Namen der Vögel der Erde. In: Vogelwarte. Band 58, Nr. 1, Februar 2020, S. 1–214 (do-g.de [PDF]).